# Anarete taimyrensis
Anarete taimyrensis är en tvåvingeart som beskrevs av Boris Mamaev 1990. Anarete taimyrensis ingår i släktet Anarete och familjen gallmyggor. Inga underarter finns listade i Catalogue of Life.